# Cristian Nahuel Barrios
Cristian Nahuel Barrios (Dock Sud, 7 de mayo de 1998) es un futbolista argentino que juega de volante ofensivo. Actualmente milita en el club Barracas Central de la Primera División de Argentina, a préstamo desde San Lorenzo de Almagro.

## Trayectoria

### San Lorenzo
Llegó a San Lorenzo a la edad de 11 años después que captadores de talentos del club de Boedo lo vieran lucirse en el pequeño club de Gerli, Amor y Lucha.
Su gran categoría y responsabilidad le valieron en 2016 ser elegido como el mejor juvenil de la institución azulgrana. A comienzos de 2017 el técnico Diego Aguirre convoca a Barrios a entrenarse con primera división y pudo firmar su primer contrato como jugador profesional, el cual lo tuvo ligado al Ciclón hasta el año 2020.
Su debut en la máxima categoría de San Lorenzo se produjo el 25 de abril del 2017 en un partido correspondiente a la Copa Libertadores frente a Universidad Católica de Chile ingresando en el segundo tiempo por Fernando Belluschi y anotando el gol del triunfo como local por 2 a 1 en favor de San Lorenzo.

### Defensa y Justicia
En enero de 2020 se anuncia su llegada a Defensa y Justicia a préstamo por 6 meses. Arriba al club de Florencio Varela como parte del pago del traspaso de Nicolás Fernández Mercau a San Lorenzo de Almagro.

### Central Córdoba
En agosto de 2020 acordó su incorporación a Central Córdoba de Santiago del Estero hasta diciembre de 2021 a préstamo sin cargo.

### Barracas Central
En enero del 2025, el "Perrito" se presentó en Barracas Central, cedido desde San Lorenzo, sin cargo ni opción de compra. Su primer partido en Barracas Central fue una derrota 3-1 ante Racing Club.

## Estadísticas

### Clubes
Actualizado hasta su último partido disputado el 12 de mayo de 2025.
| Club                            | Div.          | Temporada     | Liga  | Liga  | Liga   | Copas nacionales | Copas nacionales | Copas nacionales | Copas internacionales | Copas internacionales | Copas internacionales | Total | Total | Total  |
| Club                            | Div.          | Temporada     | Part. | Goles | Asist. | Part.            | Goles            | Asist.           | Part.                 | Goles                 | Asist.                | Part. | Goles | Asist. |
| ------------------------------- | ------------- | ------------- | ----- | ----- | ------ | ---------------- | ---------------- | ---------------- | --------------------- | --------------------- | --------------------- | ----- | ----- | ------ |
| C. A. San Lorenzo Argentina     | 1.ª           | 2016-17       | 4     | 0     | 0      | —                | —                | —                | 2                     | 1                     | 1                     | 6     | 1     | 1      |
| C. A. San Lorenzo Argentina     | 1.ª           | 2017-18       | 16    | 2     | 0      | 1                | 0                | 0                | 2                     | 0                     | 0                     | 19    | 2     | 0      |
| C. A. San Lorenzo Argentina     | 1.ª           | 2018-19       | 8     | 0     | 1      | 6                | 0                | 0                | 4                     | 1                     | 0                     | 18    | 1     | 1      |
| C. A. San Lorenzo Argentina     | 1.ª           | 2019-20       | 9     | 1     | 0      | —                | —                | —                | 2                     | 0                     | 0                     | 11    | 1     | 0      |
| Defensa y Justicia Argentina    | 1.ª           | 2019-20       | 2     | 0     | 0      | —                | —                | —                | —                     | —                     | —                     | 2     | 0     | 0      |
| Defensa y Justicia Argentina    | Total club    | Total club    | 2     | 0     | 0      | 0                | 0                | 0                | 0                     | 0                     | 0                     | 2     | 0     | 0      |
| Central Córdoba (SdE) Argentina | 1.ª           | 2020          | —     | —     | —      | 8                | 0                | 1                | —                     | —                     | —                     | 8     | 0     | 1      |
| Central Córdoba (SdE) Argentina | 1.ª           | 2021          | —     | —     | —      | 7                | 0                | 0                | —                     | —                     | —                     | 7     | 0     | 0      |
| Central Córdoba (SdE) Argentina | Total club    | Total club    | 0     | 0     | 0      | 15               | 0                | 1                | 0                     | 0                     | 0                     | 15    | 0     | 1      |
| C. A. San Lorenzo Argentina     | 1.ª           | 2021          | 15    | 0     | 0      | —                | —                | —                | —                     | —                     | —                     | 15    | 0     | 0      |
| C. A. San Lorenzo Argentina     | 1.ª           | 2022          | 25    | 2     | 3      | 4                | 0                | 0                | —                     | —                     | —                     | 29    | 2     | 3      |
| C. A. San Lorenzo Argentina     | 1.ª           | 2023          | 25    | 2     | 1      | 17               | 0                | 3                | 9                     | 1                     | 1                     | 51    | 3     | 5      |
| C. A. San Lorenzo Argentina     | 1.ª           | 2024          | 22    | 0     | 0      | 16               | 0                | 2                | 7                     | 0                     | 2                     | 45    | 0     | 4      |
| C. A. San Lorenzo Argentina     | Total club    | Total club    | 124   | 7     | 5      | 44               | 0                | 5                | 26                    | 3                     | 4                     | 194   | 10    | 14     |
| Barracas Central Argentina      | 1.ª           | 2025          | 16    | 0     | 0      | 1                | 0                | 0                | —                     | —                     | —                     | 17    | 0     | 0      |
| Barracas Central Argentina      | Total club    | Total club    | 16    | 0     | 0      | 1                | 0                | 0                | 0                     | 0                     | 0                     | 17    | 0     | 0      |
| Total carrera                   | Total carrera | Total carrera | 142   | 7     | 5      | 60               | 0                | 6                | 26                    | 3                     | 4                     | 228   | 10    | 15     |
| 1. 2.                           |               |               |       |       |        |                  |                  |                  |                       |                       |                       |       |       |        |